# Furstendömet Lübeck

Furstendömet Lübecks vapen fram till 1815.

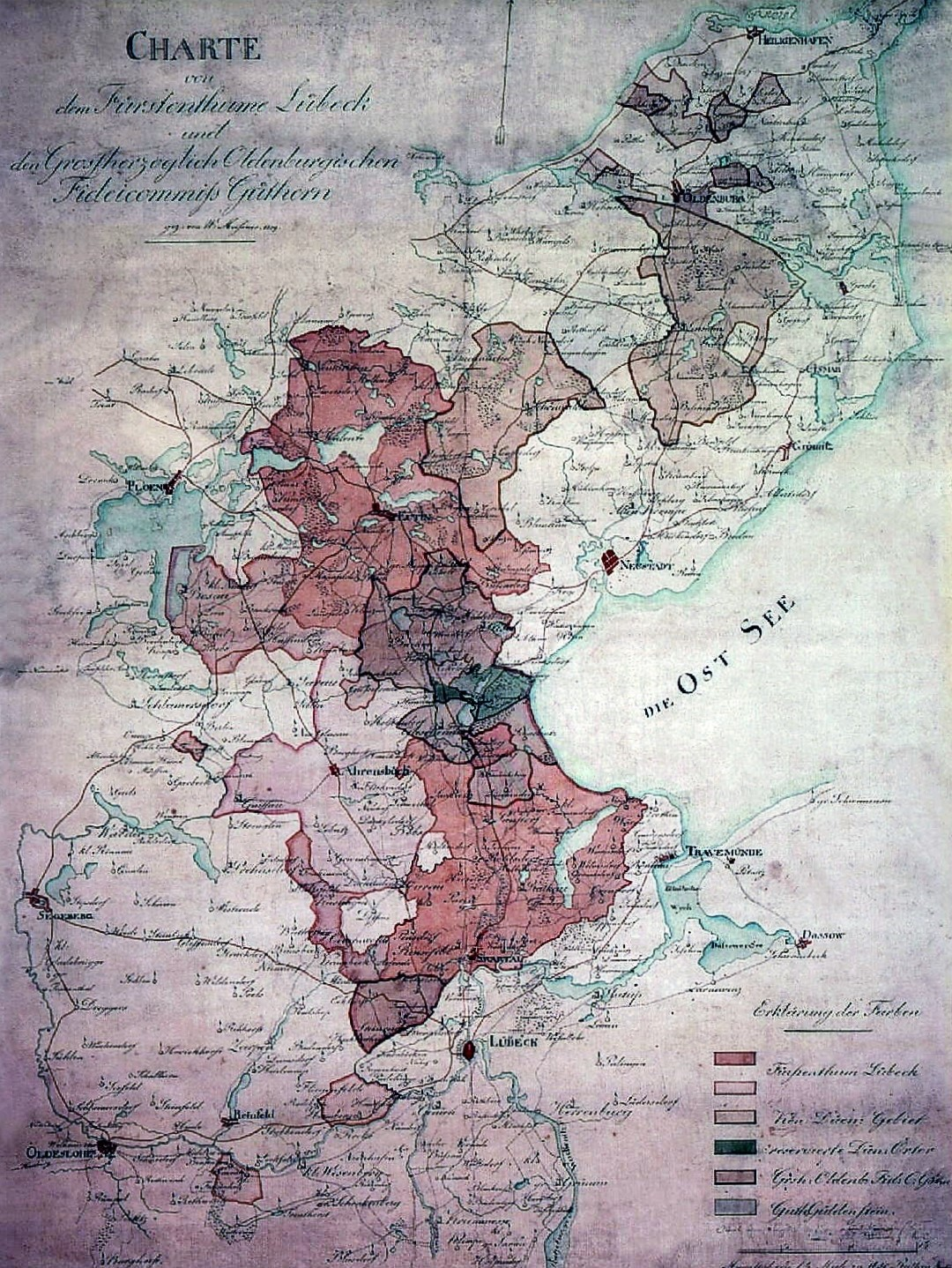
Karta över Furstendömet Lübeck, 1819.

Furstendömet Lübeck var under många århundraden ett landområde beläget vid Östersjön, mellan Holstein och den fria och Hansestaden Lübeck. Det hade en yta på 541 km2 och 41 500 invånare 1910. Från 1803 till 1918 tillhörde det storhertigdömet Oldenburg.
Det utgjordes av en svagt kuperad slätt, vars norra del hade många småsjöar.
Furstendömet bestod av amten Eutin och Schwartau samt stadskommunen Eutin, där regeringen (1 president och 6 medlemmar) hade sitt säte och där även provinsialrådet (15 medlemmar) samlades.
Det var ursprungligen en del av biskopsstiftet Lübeck, som grundlades 948 i Oldenburg in Holstein, men 1163 flyttades till staden Lübeck. Biskoparna residerade dock i Eutin. Efter Henrik Lejonets fall (1180) blev stiftet riksomedelbart, men hörde i kyrkligt hänseende till ärkestiftet Bremen.
Efter 1535 förvaltades det av protestantiska biskopar, som sedan 1586 valdes bland furstar av holstein-gottorpska huset. Genom westfaliska freden fick furstbiskopen säte och stämma på tyska riksdagen. 1647 förband sig Lübecks kapitel att välja 6 biskopar efter varandra ur holstein-gottorpska huset; därefter skulle även danska prinsar kunna väljas. En av dessa holsteinska furstbiskopar, Adolf Fredrik, 1727—43, valdes 1743 till svensk tronföljare och blev 1751 svensk konung.
Vid sekularisationen 1803 erhöll hertigen av Oldenburg (som tillhörde huset Holstein-Gottorp) stiftets område som världsligt furstendöme. År 1867 ökades detta genom det av Preussen avträdda amtet Ahrensböck.
Efter tyska revolutionen 1918 blev området en exklav under namn Landesteil Lübeck som tillhörde Fristaten Oldenburg. Idag är det tidigare hertigdömet en del av Kreis Ostholstein i förbundslandet Schleswig-Holstein.

## Källa
Den här artikeln är helt eller delvis baserad på material från Nordisk familjebok, Lübeck, 1904–1926.